# Pelourinho (Cidade Velha)

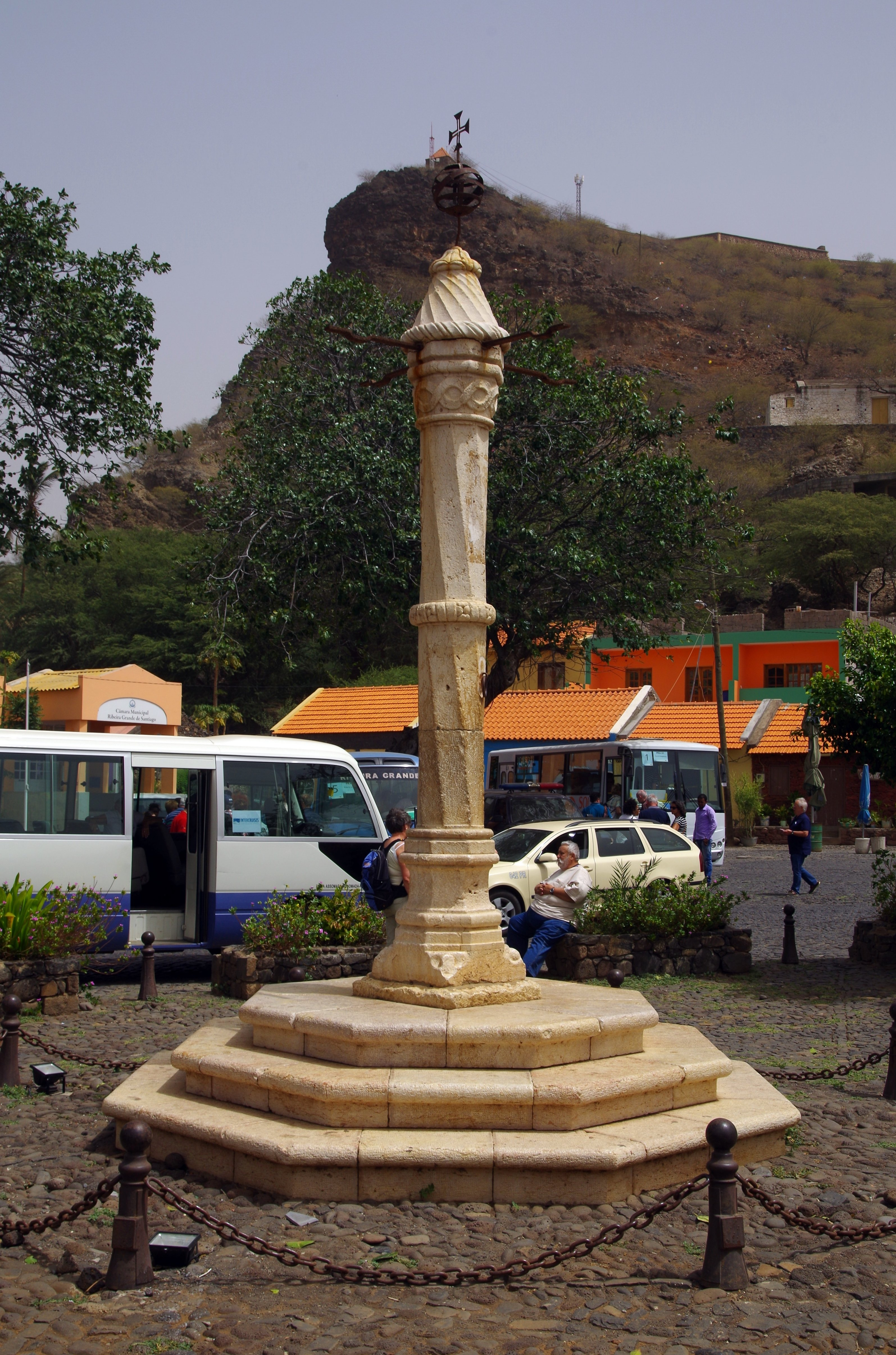
Pelourinho

Der Pelourinho (dt.: „Pranger“) ist ein bedeutendes Monument in der Stadt Cidade Velha im Süden von Santiago in Kap Verde. Er ist Teil des historischen Zentrums von Cidade Velha und des UNESCO-Welterbes seit Juni 2009.
Der 'Pranger' ist eine hellbeige Marmor-Säule im Stil der Manuelinik am Hauptplatz der Stadt. Er war ein Symbol städtischer Macht, da er eng mit dem Status der Gerichtsbarkeit durch den Feudalherren verknüpft war. So wurde er an Orten des Sklavenhandels wie Cidade Velha auch zum Symbol der Sklaverei, denn neben allen anderen Straftätern wurden eben auch rebellische Sklaven dort öffentlich bestraft und gedemütigt.
Die Säule wurde 1512 oder 1520 mit aus Portugal hergebrachtem Marmor errichtet und ist eines der ältesten Monumente von Kap Verde. Sie wurde Ende der 1960er restauriert.

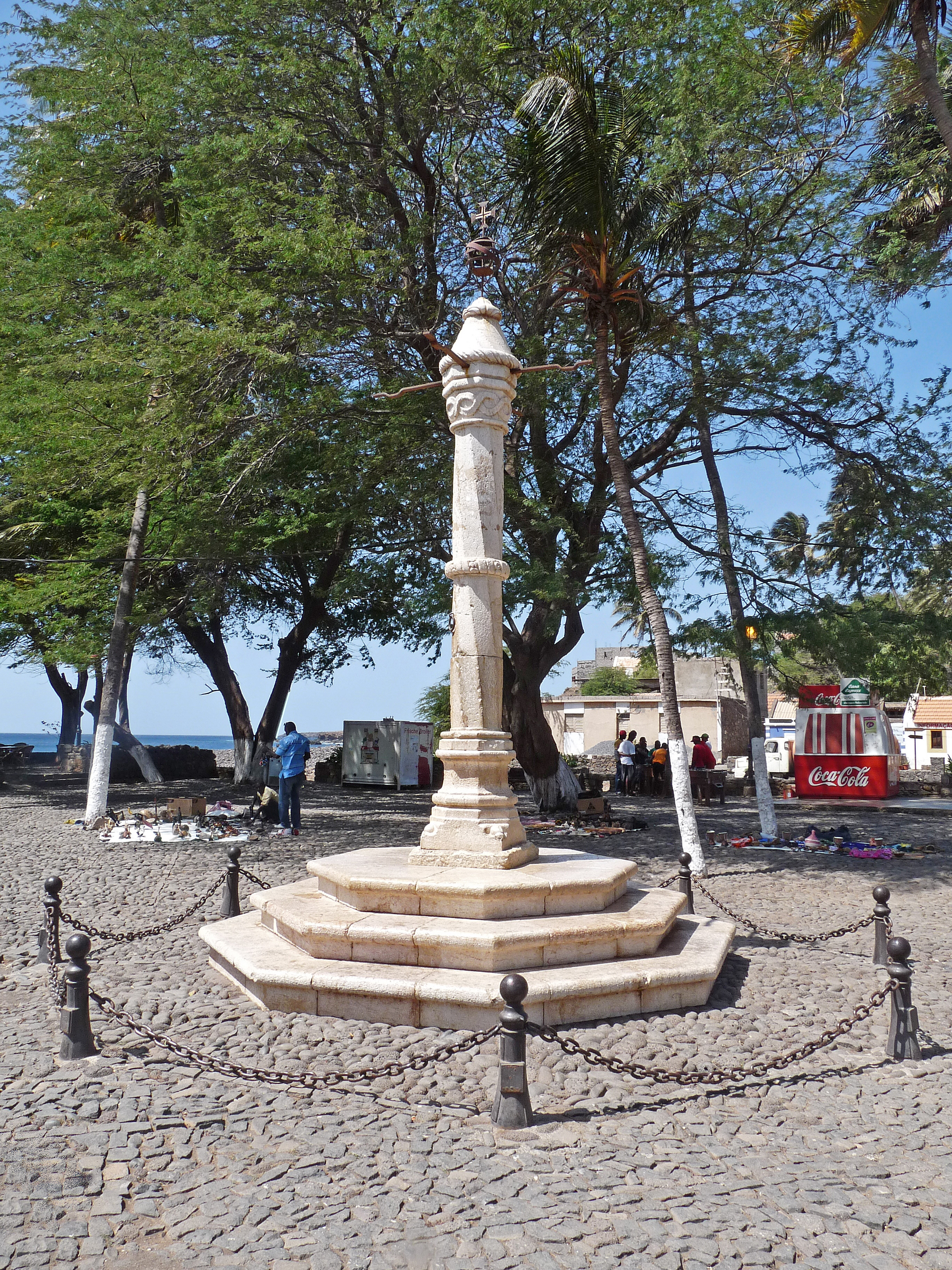
Pranger und Platz mit Blick auf den Atlantik und die Westseite der Stadt.